# Геласий (Михайлов)
Митрополит Геласий (в миру Георгий Костов Михайлов; 1 мая 1933, Варна — 10 марта 2004, София) — епископ Болгарской православной церкви с титулом «бывший митрополит Нью-Йоркский».

## Биография
Родился 1 мая 1933 года в Варне в семье беженцев из города Ресен (ныне — в Республике Македония).
Начальное образование получил в родном городе. В 1947—1953 годы учился в Софийской духовной семинарии, в 1957 году окончил Софийскую духовную академию.
13 апреля 1957 года в Рильском монастыре принял монашеский постриг, 24 апреля рукоположён в иеродиакона. Служил в Рильском монастыре.
22 марта 1959 года был рукоположён во иерея. 23 июля 1961 года возведён в сан архимандрита.
С 1 ноября 1961 года — воспитатель в Софийской духовной академии.
В 1962—1964 годы проходил специализацию в Московской духовной академии, защитил кандидатскую диссертацию по теме «Пасторологический элемент в творениях русских богословов XIX—XX вв.: митрополиты Платон и Филарет, епископы Игнатий и Феофан Затворник».
В 1964 году вернулся на родину и назначен на должность воспитателя-ефимерия Софийской духовной академии.
С 1968 года на служении в клире Великотырновской епархии.
С 1 октября 1968 по 31 июля 1977 года — игумен Троянского монастыря.
1 августа 1977 назначен игуменом Рыльского монастыря.
7 мая 1978 года хиротонисан в викарного епископа Крупнишского.
30 ноября 1982 уволен от должности игумена Рыльского монастыря.
С 1 декабря 1982 года — главный секретарь Священного Синода и председатель настоятельства «Зограф».
Некоторое время был настоятелем кафедрального собора святого Александра Невского в Софии.
2 декабря 1987 года избран митрополитом Нью-Йоркским.
Из-за упразднения кафедры через год вернулся в Болгарию и 18 декабря 1989 года вновь стал главным секретарём Священного Синода с титулом «митрополита Маркианопольского».
С начала 1991 года носил титул «бывший митрополит Нью-Йоркский».
Из-за преклонного возраста митрополита Софрония (Стойчева) с января 1992 по июнь 1994 года управлял Доростольско-Червенской епархией, затем вновь главный секретарь Св. Синода (до 1 октября 2002).
После возникновения раскола в Болгаорской православной церкви в 1992 году, встал на сторону Патриарха Болгарского Максима.
В 1994—1995 годы — председатель настоятельства при кафедральном соборе св. Александра Невского.
С 19 декабря 1998 года по 17 декабря 2001 года — делегат в Силистринской духовной области.
С 1 октября 2002 года — глава Богослужебного отдела при Священном Синоде Болгарской православной Церкви.
Скончался 10 марта 2004 года в Софии. Отпевание состоялось в Рыльском монастыре. Погребён на монастырском кладбище.